# Ryszard Kasyna
Ryszard Kasyna, né le 28 septembre 1957, est un évêque polonais. Le 24 janvier 2005, il est nommé évêque titulaire de Dices (de), puis évêque du diocèse de Pelplin le 27 octobre 2012.